# Tom și Jerry: Iute și furios
Tom și Jerry: Iute și furios (engleză Tom and Jerry: The Fast and the Furry) este un film de animație direct-pe-video de acțiune-aventură-comedie din 2005, avându-i ca protagoniști pe Tom și Jerry. Titlul este o parodie a filmului de top de către Universal Studios, Furios și iute, și a doua producție animată Warner Bros. care parodiază această frază (primul fiind desenul animat Looney Tunes Fast and Furry-ous din 1949). Filmul a fost lansat în cinematografe în anumite orașe din Statele Unite de către Kidtoon Films în septembrie 2005 și din nou în iunie 2006. A fost lansat pe DVD pe 11 octombrie 2005 și pe Blu-ray pe 5 aprilie 2011.
Premiera în România a fost pe canalul Boomerang pe 26 decembrie 2012, în timpul unui program special cu Tom și Jerry de ocazia Crăciunului.

## Premisă
Tom și Jerry au distrus casa în care locuiau și au fost dați afară până când au văzut la televizor că se făcea anunț la Fabuloasa Super Cursa (este o cursă în jurul lumii care se difuzează la televizor). Aceștia decid să participe la această cursă. În acest timp ei trec prin Mexic, jungla amazoniană, Antarctica, Australia, Borneo și înapoi în Hollywood.

## Voci
- Charlie Adler - Buni
- Jeff Glen Bennett - Steed și crainic TV
- John DiMaggio - J. W. și Spike
- Jess Harnell - Buzz și regizor
- Tom Kenny - Gorthan și balenă
- Tress MacNeille - Mama Fotbal, prezentatoare tur, stăpâna lui Tom și Clarisse
- Rob Paulsen - Irving și Dave
- Billy West - Biff, Președintele Hollywood și Squirty
- Grant Albrecht - Paiață și paznic de securitate
- Thom Pinto - voce de computer și gardian
- Neil Ross - Doctorul Profesor și director
- Bill Kopp - Tom și Frank
- Dee Bradley Baker - Jerry